# Associazione Sportiva Ostia Mare Lido Calcio
L'Associazione Sportiva Ostiamare Lido Calcio S.r.l. (comunemente nota come Ostiamare o semplicemente Ostia), è una società calcistica italiana con sede a Ostia, X municipio di Roma. Milita nel campionato di Serie D.
La società partecipa con proprie squadre a tutti i livelli giovanili del calcio: Pulcini, Esordienti, Giovanissimi, Allievi e Juniores.

## Storia
Il calcio sul Lido di Ostia arrivò quando Ostia era ancora un borgo di mare, ed esattamente nel 1923, durante il fascismo a rappresentare la frazione marina di Roma c'era l'Associazione Sportiva Ostia.
Nell'immediato dopoguerra, il 3 ottobre 1945, viene fondata l'attuale società con la denominazione di Associazione Sportiva Ostiamare con il granata come colore sociale, poi mutato in bianco-viola.
Dopo aver militato per molti anni nei campionati minori, nel 1983 mentre stava disputando il campionato di Prima Categoria regionale (l'allora secondo livello del calcio su base regionale), acquistò il titolo sportivo della società La Rustica garantendosi l'accesso alla massima divisione dilettantistica, allora chiamata Campionato Interregionale.
Alla fine degli anni ottanta, la squadra raggiunse il gradino più alto della sua storia approdando in Serie C2, riuscendo a mantenere la categoria per due stagioni (campionati 1989-1990 e 1990-1991), grazie anche all'influenza e al finanziamento indiretto della Roma, che sotto la presidenza di Dino Viola cercava nell'Ostiamare giovani promettenti da poter valorizzare, tra cui Daniele De Rossi che negli anni novanta militò nelle giovanili con la maglia numero nove, prima di passare alla Roma dove in segno di riconoscenza ed attaccamento ai colori della squadra lidense, nella sua carriera professionistica giocò sempre con un parastinchi dedicato alla squadra.
In seguito, dopo qualche altalena con il massimo campionato regionale (la Promozione prima e l'Eccellenza regionale poi), l'Ostiamare ha militato in Serie D fino alla stagione 2007-2008, quando venne retrocessa direttamente senza passare per i play-out in Eccellenza. Nell'annata successiva, alla fine della stagione 2008–2009, nel girone A dell'Eccellenza laziale ha conquistato la salvezza raggiungendo il 9º posto in classifica.
Quattro anni dopo, durante il campionato di Eccellenza Lazio 2011-2012 ottenne la matematica promozione in Serie D con due turni d'anticipo, dopo un campionato che l'ha sempre vista lottare per il vertice. Dalla stagione 2012-2013 ha sempre militato nei gironi G ed E del campionato di serie D. 
A fine 2024 la società, in crisi a causa della riqualificazione onerosa del campo Anco Marzio, annuncia la cessazione delle attività sportive professionistiche per il 2025.
Dal 24 gennaio 2025 Daniele De Rossi è il proprietario della società.

## Colori e simbolo
I colori sociali della squadra sono il viola ed il bianco.
Alla fondazione della società lidense, la maglia da gioco originaria era di color granata con una fascia trasversale bianca, che con l'improvvisa morte del dirigente Giandotti, venne cambiato in viola, in onore del figlio e della squadra "Fulminanti", di cui lo stesso Giandotti era proprietario.

## Stadio
La squadra, nelle due stagioni in cui ha militato in Serie C2 ha giocato nel campo di proprietà del C.O.N.I., intitolato a Pasquale Giannattasio, conosciuto anche come Stella Polare situato in Via Mar Arabico e con capienza di 2.600 posti.
Attualmente, i biancoviola disputano le loro partite interne presso lo stadio Anco Marzio, situato in via Giovanni Amenduni, 15.
L'impianto presenta le seguenti caratteristiche:
- Posti totali: 1.000
- Larghezza campo: 65 m
- Lunghezza campo: 105 m
- Fondo: erba sintetica
- Tribuna: coperta

## Calciatori
Sono cresciuti nell’Ostiamare diversi calciatori professionisti tra cui De Rossi campione del mondo 2006, Mobili, Perrulli, Provitali, Greco.

## Palmarès

### Competizioni nazionali
- Campionato Interregionale: 1

1988-1989

### Competizioni regionali
- Eccellenza: 2

2002-2003 (girone A), 2011-2012 (girone A)
- Promozione: 1

1996-1997 (girone A)
- Prima Categoria: 1

1978-1979
- Seconda Categoria: 1

1977-1978
- Seconda Divisione: 2

1946-1947, 1950-1951
- Prima Divisione: 1

1957-1958

### Competizioni giovanili
- Campionato Nazionale Juniores: 1

2024-2025

## Statistiche e record

### Partecipazione ai campionati
| Livello | Categoria                       | Partecipazioni | Debutto   | Ultima stagione | Totale |
| ------- | ------------------------------- | -------------- | --------- | --------------- | ------ |
| 4º      | Serie C2                        | 2              | 1989-1990 | 1990-1991       | 14     |
| 4º      | Serie D                         | 12             | 2014-2015 | 2025-2026       | 14     |
| 5º      | Serie D                         | 9              | 2000-2001 | 2013-2014       | 18     |
| 5º      | Campionato Interregionale       | 7              | 1983-1984 | 1991-1992       | 18     |
| 5º      | Campionato Nazionale Dilettanti | 2              | 1992-1993 | 1993-1994       | 18     |

## Tifoseria

### Storia
I primi gruppi ultras nacquero nei primi anni ottanta con le Brigate Bianco Viola, la Fossa Lidense e i Cani Sciolti. A seguito della promozione in Serie C2 nel 1989, nacquero gli Ultras Ostia 1989, gruppo trainante della tifoseria ostiense fino al 2005, anno del loro scioglimento. Successivamente, la tifoseria violabianca ha preso la sigla Ostia 1945 senza però creare un nuovo gruppo ufficiale. Il settore che da sempre occupano i tifosi dell'Ostia Mare è dedicato al compianto Ernesto Nevi, tifoso scomparso nel 2001. Dalla stagione 2017-2018, tutti i vecchi gruppi ultras si riuniscono dietro lo stendardo OLD STORY 1989 e insieme alla Nuova Guardia si riconoscono nel nome dei LIDENSI.

### Gemellaggi e rivalità
L'unico vero gemellaggio dell'Ostiamare è con gli ultras del Civitavecchia. Buoni rapporti di rispetto e amicizie personali ci sono con le tifoserie di Foligno e Pro Patria. Recentemente, è stata consolidata un'amicizia anche con i ragazzi di Edimburgo dell'Hibernian.
Le principali rivalità dei lidensi si hanno con le tifoserie di Monterotondo, Isola Liri e Sora con cui ci sono stati scontri e tensioni. Negli anni '90, dalle cronache si raccontano scontri anche con le tifoserie di Acilia, Cavese e L’Aquila.

## eSport
L'Ostiamare partecipa dalla stagione 2019-2020 al campionato nazionale eSport organizzato dalla Lega Nazionale Dilettanti, nella modalità Pro Club 11VS11. 
La squadra biancoviola si è laureata Campione d'Italia 2021-2022 battendo in finale, durante la Gaming Week disputata a Roma, la Luparense. Dopo la vittoria della eSerieD 2021-2022, l'Ostiamare capitanata da Sergio Barbera, ha alzato anche la eCup 2021-2022, superando il Mantova Glitch. 
I gabbiani hanno centrato poi uno storico triplete, portando ad Ostia anche la eSelis Cup VPL 2021-2022, competizione internazionale, superando la Ternana.